# Josep Vila Martínez
Josep Vila Martínez (Benavites, 17 d'octubre de 1866 - València, 1 de setembre del 1932) fou un religiós i erudit conegut, sobretot, per haver sigut Bisbe de Girona entre 1925 i 1932.
Format al Seminari de València, fou ordenat prevere amb 22 anys (21 de setembre del 1889). Assolí el grau de doctor en teologia i dret canònic. Profund coneixedor de la llengua llatina, fou autor "De ratione linguae latinae addiscendae" (1896) o el "Manual de preladas para la admisión de aspirantes a la religión"(1918) aquests darrers uns comentaris sobre Títol IX del Codi de Dret Canònic; i de diverses cartes pastorals de caràcter pietós. El 14 de desembre de 1925, als 69 anys, fou preconitzat a la mitra gironina, consagrat com a bisbe a la Catedral de València el següent 26 de febrer; i entrant a la diòcesi el 21 de març. Allí instituí l'incipient Museu Diocesà al Saló del Tron del Palau Episcopal de Girona.
Malgrat tot se l'ha titllat d'anticatalanista, protagonitzant alguns episodis algun de gran rebombori com la lectura del sermó en castellà el dia de Corpus a la Catedral de Girona, també procurava que la resta de sermons de la diòcesi s'efectuessin en castellà; o que la propaganda també fos publicada en aquesta llengua entre elles l'edició d'un catecisme en castellà destinat a les escoles; o l'expulsió dels seminaristes catalanistes sota el pretext que no entressin en política. Nomenat bisbe després del trasllat del Bisbe Llompart al capdavant del Bisbat de Mallorca, el seu nomenament és adscrit al conjunt de nomenaments episcopals amb preferència per personatges poc afins al catalanisme i a l'ús social del català durant la Dictadura de Primo de Rivera com ho foren els bisbes Josep Miralles (Barcelona), Manuel Irurita Almandoz (Lleida) i Félix Bilbao Ugarriza (Tortosa) i Joan Perelló (Vic). Amb la proclamació de la Segona República Espanyola, i de la llibertat d'expressió, les crítiques en contra de l'anticatalanisme del Dr. Vila Martínez no trigaren a aparèixer a la premsa en que s'hi arriba a escriure: «No s'ha adonat que a Girona hi fa nosa? No sap que no el volem a Girona?» Afectat d'una greu malaltia des de l'any 31 morí a València just després d'una intervenció quirúrgica que s'havia sotmès per a restaurar-li la salut. Fou succeït pel bisbe Cartañá.